# PMH International
PMH International AB är ett företag, som grundades 1974 i Ystad. Verksamheten hade dessförinnan utvecklats inom Persöner AB. Det är ett verkstadsföretag som tillverkar lyftutrustning som vakuumlyftar, telfrar, traverser, pelarsvängkranar, handtruckar och lyftvagnar. Företaget bygger också och hyr ut lagerhallar.
PMH International AB ingår i teknik- och industrikoncernen Indutrade AB.